# Полезное увеселение
«Полезное увеселение» — литературный журнал, выходивший в Москве в с января 1760 — по июнь 1762 при Московском университете. Издавался директором типографии Московского университета М. М. Херасковым. Сотрудником журнала был поэт, в 1761 по май 1763 инспектор классов Московского университета И. Ф. Богданович.
Первые два года выходил еженедельно, в 1762 — ежемесячно (по июнь). Тираж неизвестен.
Основа журнала — поэзия, преимущественно стансы, послания, мадригалы. Среди статей — «О стихотворстве» (1762, июнь) о роли Ломоносова и Сумарокова в русской поэзии.
Печатались И. Богданович, В. И. Майков, В. Г. Рубан, С. Домашнев, В. Золотницкий, А. Карин, А. Нартов, А. Нарышкин, С. Нарышкин, В. Приклонский, А. А. Ржевский, В. Санковский, А. Сумароков, Д. Фонвизин и П. Фонвизин.
В начале 1762 года журнал восторженно встретил появление на престоле Петра III, ожидая окончание Семилетней войны. В середине 1762 года, когда на трон вошла Екатерина II, литературная группа «Полезного увеселения» прекратила издание журнала.
И возобновила в января 1763 года под новым названием «Свободные часы». Журнал издавался «при Московском университете», редактором оставался Херасков, печатались авторы «Полезного увеселения» — А. Ржевский, В. Санковский, А. Карин, А. Вершницкий и другие.